# Charles Bernard (chirurgien)
Pour les articles homonymes, voir Charles Bernard et Bernard.
Charles Bernard (né en 1650 à Croydon - mort le 9 octobre 1711 à Longleat), est un médecin anglais, nommé chirurgien royal de la reine Anne la première année de son règne (1702). Il le reste jusqu'en 1710.

## Biographie
Fils de Samuel Bernard ou Barnard de Croydon, il devient apprenti barbier chirurgien le 16 août 1670 chez Henry Boone pendant 7 ans.
Il est élu chirurgien à l'hôpital St. Bartholomew de Londres le 26 août 1686, puis Serjeant Surgeon (en) de la Maison Royale de la reine Anne.
Il était célèbre pour son habileté à opérer et son désir de ne jamais opérer inutilement : par exemple lorsque d'autres chirurgiens soutinrent que Benjamin Hoadly, tuteur au St Catharine's College (Cambridge) devait perdre sa jambe, Bernard entreprit de le sauver et réussit.
En 1703, il devient le maître de la compagnie des barbiers chirurgiens (en) de Londres et réussit à obtenir la destitution du shérif de Londres pour avoir négligé de donner les corps des criminels pour les études de dissection.
Bernard n'a laissé aucune œuvre professionnelle derrière lui, mais un essai de l'époque montre, qu'à partir d'observations, il s'était forgé, avant l'heure, une opinion sur la fréquence des récidives fatales après élimination des excroissances malignes.
Il meurt le 9 octobre 1710 à Longleat, domaine de Thomas Thynne (1er marquis de Bath). À sa mort, sa bibliothèque fut mise en vente le 22 mars 1711.
Sa fille épouse le Dr William Wagstaffe, médecin à l'hôpital St. Bartholomew.